# 붕괴 생성물
붕괴생성물(崩壞生成物) 또는 딸핵종(-核種, daughter nuclide)은 방사성 물질인 모핵종이 붕괴하여 생긴 새로운 물질이다. 이는 방사성이거나 비방사성이다.

## 라돈
우라늄-238, 토륨-232 붕괴에 의해 각각 라돈-222 라돈-220이 생긴다. 모두 방사성 희귀 가스이며, 각각 '(협의의) 라돈', '트론'라는 통칭으로 불린다. 천연 우라늄 광석 (및 그 붕괴 생성물 인 라듐 광석)과 토륨 광석은 끊임없이 라돈 가스를 만들어 내고있는 것이다. 야외이면 라돈 가스는 화학 반응을하지 않고 대기 중으로 확산 언젠가는 붕괴하고 안정 핵으로 변화한다.
그러나 주택의 아래 바닥 또는 예를 들어 콘크리트의 골재로 모래 나 아스팔트 포장의 노반에 사용할 자갈과 같은 건축 자재에 포함된 우라늄 (및 라듐)과 토륨이 붕괴하면 건물의 공기에 라돈 가스가 축적 해 나간다. 특히 환기 빈도가 낮은 장소, 예를 들면 지하 갱도 또는 고기밀 주택은 어떠한 경우 문제가 될 정도의 농도로까지 이어질 수있다.
국제 방사선 방호위원회 (ICRP)의 2007년 권고에서는 이미 지어진 건축물에 대해서는 200Bq / m 3 을 초과하는 경우는 대책을 강구해야한다고 권고하고있다. 또한 신축의 경우에 있어서는 100Bq / m 3 을 넘지 않도록해야한다하고있다.
현재 평균 연간 피폭 선량 2.4m Sv / 년 중 라돈에 의한 피폭은 1.2mSv / yr를 차지하고있다

## 같이 보기
- 붕괴 사슬
- 모핵종
- 방사성 붕괴